# Fritz Abraham Oehrli
Fritz Abraham Oehrli, né le 10 juillet 1941 à Reust et mort le 2 avril 2019, est une personnalité politique suisse membre de l'Union démocratique du centre (UDC).

## Biographie
En 1995, il est élu au Conseil national.